# Литвиненко Іван Федорович
Іван Федорович Литвиненко (17 вересня 1918 — 23 березня 2012) — Герой Радянського Союзу (1943), в роки німецько-радянської війни механік-водій танка 53-го танкового полку 69-ї механізованої бригади 9-го механізованого корпусу 3-ї гвардійської танкової армії Воронезького фронту.

## Біографія
Народився 17 вересня 1918 року в селі Попівці (тепер Глобинського району Полтавської області) в сім'ї селянина-бідняка. Українець. Навчався в місцевій початковій школі. У 1938 році середню школу № 5 у місті Глобиному, куди переїхала родина. Працював шофером Глобинської МТС, потім службовцям будівельної організації Київського особливого військового округу.
У 1939 році призваний до лав Червоної Армії.
На початок німецько-радянської війни служив на кордоні з Іраном в 136-му окремому артпарковому дивізіоні. Пізніше, як вправний механік переведений до медсамбату 75-ї стрілецької дивізії де займався відновленням великого парку машин. Дізнавшись про оголошення комітету оборони про набір у танкові училища, виявив бажання стати танкістом. Шість місяців готувався на механіка-водія танку в Арапкірі (неподалік Єревана). Показавши найкращі результати з водіння і стрільби танку І.Литвиненко отримав наказ приймати посаду інструктора з водіння. Пересварившись з прямими і безпосередніми начальниками невдовзі відправлений на фронт.
У боях німецько-радянської війни з червня року 1943 року. Воював на Воронезькому і 1-му Українському фронтах.
У ніч на 22 вересня 1943 року старший сержант І. Ф. Литвиненко в складі передового загону механізованої бригади переправився через Дніпро в районі села Зарубинців Канівського району Черкаської області. Протягом трьох діб в складі роти утримував плацдарм до підходу головних сил полку. 26 вересня 1943 року, беручи участь у відбитті контратаки піхоти та танків противника, знищив танк. У бою 29 вересня 1943 року в районі села Григорівки винищив до взводу гітлерівців, знищив три кулеметні точки і гармату противника.
17 листопада 1943 року Івану Федоровичу Литвиненку присвоєно звання Героя Радянського Союзу. Нагороду отримав влітку 1944 року, на річницю 9-го механізованого корпусу, з рук командувавча 3-ї гвардійської армії П. С. Рибалка. На питання командувача про побажання І.Литвиненка, той зізнався про намір стати офіцером-танкістом.
6 серпня 1944 І. Ф. Литвиненко року направлений на навчання в Київське танкове технічне училище. Закінчивши училище у жовтні 1945 року звільнився з армії.
У 1954 році закінчив Всесоюзний заочний юридичний інститут. Капітан юстиції у відставці.

Могила Івана Литвиненка

Жив у Києві. Працював у прокуратурі Печерського району Києва, юридичним консультантом в автотресту «Київсільбудтранс». Був заступником голови об'єднаного комітету профспілок тресту.
Помер 23 березня 2012 року. Похований в Києві на Байковому кладовищі (ділянка № 3 старої частини).

## Звання та нагороди
17 листопада 1943 року Івану Федоровичу Литвиненку присвоєно звання Героя Радянського Союзу.
Також нагороджений:
- орденом Леніна
- орденом Вітчизняної війни 1 ступеня
- орденом Червоної Зірки
- орденом «За заслуги» ІІІ ступеня[1]
- медалями

## Цікаві факти
- Іван Литвиненко воював на танках Mk III Valentine (який вважав найкращим з танків союзників) і Т-34. У ході боїв змінив три машини.
- З дружиною Оленою познайомився 29 вересня 1944 року в парку Шевченка. Після знайомства запропонував відвідати оперу «Запорожець за Дунаєм», і на шляху до театру, за приємною розмовою зробив їй пропозицію зареєструвати шлюб. На свою пропозицію почув: «Чого ти так довго тягнув з цим питанням?».